# Poligon
Poligon (OT: russisch Полигон, Truppenübungsplatz) ist ein sowjetischer Science-Fiction-Zeichentrickfilm aus dem Jahre 1977.

## Handlung
Die Story basiert auf der Antikriegs-Science-Fiction-Geschichte Der Schießplatz von Sewer Gansowski.
In einer nicht allzu fernen Zukunft will ein Wissenschaftler, der einer militärischen Großmacht angehört, den Tod seines Sohns rächen, der als Soldat im Krieg gefallen ist. Er erfindet eine ultimative Waffe, einen automatischen Panzer, der Gedanken lesen kann. Dieser Panzer erkennt und reagiert auf menschliche Gefühle von Feindseligkeit und Angst. Zur Vorführung der Waffe lädt er führende Generäle ein, die für den Tod seines Sohnes verantwortlich waren. Während der Demonstration werden die Gäste des Wissenschaftlers vom automatischen Panzer umgebracht. Der Wissenschaftler fällt jedoch selbst seiner Erfindung zum Opfer.
Der Film hat ein offenes Ende.

## Originalsprecher
- Wsewolod Jakut
- Oleg Mokschanzew
- Alexander Beljawski
- Anatoli Kuznezow
- S. Martynow

## Produktion
Poligon wurde von Anatoli Petrow beim Sojusmultfilm-Trickfilmstudio gemacht. Die Animatoren waren Wladimir Sarubin und Anatoli Petrow, der Kameramann war Michail Drujan.
Im Vorspann wird die Musik Tanha Shodam (1972) vom afghanischen Komponisten Achmad Sachir im Arrangement von Paul Mauriat verwendet. Im Westen ist dieses Lied vor allem unter dem Titel El Bimbo bekannt.

## Animationstechnik
Beim Film wird eine unübliche Animationstechnik verwendet, die Photographica genannt wird. Dabei werden zwei Zelluloid-Schichten für jeden Charakter erstellt, die verschieden gefärbt werden. Die zweite Schicht wird dabei unscharf fotografiert, um dreidimensionale Wirkung zu erzeugen. Bei dieser Technik ist es möglich, dynamisch Perspektiven für jede Szene zu erzeugen und anzupassen, um sie besonders realistisch wirken zu lassen, ohne Einsatz von CGI-Techniken, die 1977 noch nicht verfügbar waren.
Die Charaktere haben Ähnlichkeit mit berühmten Schauspielern und Stars der Zeit, u. a.: Ringo Starr, Jean Gabin, Paul Newman, Yul Brynner und Mel Ferrer (als Wissenschaftler).

## Auszeichnungen
- Erster Preis beim Internationalen Filmfestival in Jerewan (UdSSR, 1978).
- Official Selection bei den Internationalen Kurzfilmtagen Oberhausen (Deutschland, 1979).